# Jennifer Ulrich

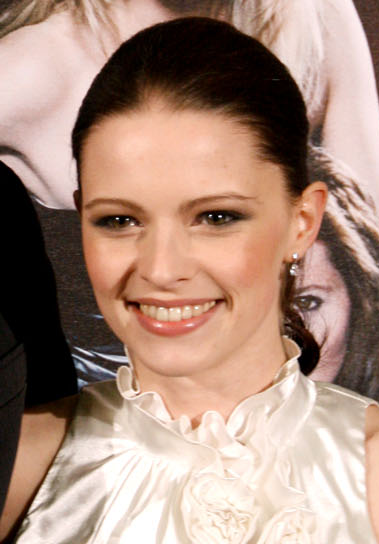
Ulrich na premierze Nienasyconych (2010)

Jennifer Ulrich (ur. 18 października 1984 w Berlinie Wschodnim) – niemiecka aktorka filmowa i telewizyjna.

## Młodość i kariera filmowa
Jennifer Ulrich urodziła się 18 października 1984 roku w ówcześnie leżącej na obszarze Berlina Wschodniego dzielnicy Lichtenberg. Niedługo później przeprowadziła się wraz z matką do dzielnicy Friedrichshain. Już jako małe dziecko marzyła o byciu aktorką. Gdy miała 16 lat została odkryta przez agenta filmowego w klubie młodzieżowym. Karierę filmową rozpoczęła w wieku 17 lat od roli w filmie Dziewczyny nie płaczą w reżyserii Marii von Heland. Później zagrała wiele innych ról w produkcjach telewizyjnych i kinowych. Pojawiła się w wielu serialach takich jak np. Tatort, Telefon 110 i SOKO Leipzig.
W 2005 roku Jennifer Ulrich zagrała u boku Moritza Bleibtreua, Franki Potente i Martiny Gedeck w wyreżyserowanym przez Oskara Roehlera filmie Cząstki elementarne, opartym na powieści Michela Houellebecqa. Wystąpiła jeszcze w dwóch innych filmowych adaptacjach książek: Chmurze w reżyserii Gregora Schnitzlera, gdzie pojawiła się na krótko i mającej premierę w 2008 roku Fali w reżyserii Dennisa Gansela, w której zagrała u boku Maxa Riemelta, Fredericka Laua i Christiane Paul jedną z głównych ról – uczennicy Karo, sprzeciwiającej się rozwijającemu się ustrojowi faszystowskiemu. Rola w Fali sprawiła, że została uwzględniona w pre-nominacjach do Niemieckiej Nagrody Filmowej.
W 2009 roku Ulrich wystąpiła wraz z Ludwigiem Trepte w filmie Ein Teil von mir Christopha Röhla – wcześniej zagrała z Trepte w wyreżyserowanej przez Nielsa Lauperta produkcji Codziennie niedziela. Następnie Jennifer Ulrich grała głównie drugoplanowe role w produkcjach telewizyjnych, takich jak odcinek Familienaufstellung serialu Tatort (2009), film baśniowy Kot w butach (2009) i dramat dokumentalny Die Kinder von Blankenese (2010). Na dużym ekranie pojawiła się w 2010 roku w horrorze Nienasycone Dennisa Gansela, w którym u boku Niny Hoss i Anny Fischer zagrała członkinię uwodzicielskiego tria wampirów. Pozostała wierna klimatom kina grozy w swoim kolejnym filmie: Pokój 205, w którym wcieliła się w studentkę konfrontującą się z tajemniczymi wydarzeniami w akademiku.
W 2012 roku Jennifer Ulrich zagrała we włosko-rumuńsko-francuskiej koprodukcji Diaz w reżyserii Daniele Vicariego, opowiadającej o zamieszkach podczas szczytu grupy G8 w Genui w 2001 roku.

## Życie prywatne
W latach 2008–2011 była w związku z Dennisem Ganselem.
Mieszka w Berlinie, w dzielnicy Kreuzberg.

## Filmografia
Na podstawie.

### Filmy kinowe
- Dziewczyny nie płaczą (Große Mädchen weinen nicht; 2002) jako Yvonne
- Befreite Zone (2003) jako Katja
- Franziska Spiegel - Eine Erinnerung (2005) jako Stefanie
- Lauf der Dinge (2006) jako Clara
- Chmura (Die Wolke; 2006) jako Meike
- Vidiots (2006) jako Lea
- Paradizers (2006) jako Clara
- Cząstki elementarne (Elementarteilchen; 2006) jako Johanna
- Codziennie niedziela (Sieben Tage Sonntag; 2007) jako Ella
- Ein Teil von mir (2008) jako Jeanette
- Fala (Die Welle; 2008) jako Karo
- Der böse Wolf (2009) jako Lena
- Albert Schweitzer (2009) jako Pielęgniarka Susi Sandler
- Nienasycone (Wir sind die Nacht; 2010) jako Charlotte
- Pokój 205 (205 – Zimmer der Angst; 2011) jako Katrin Nadolny
- Diaz (Diaz – Don’t Clean Up This Blood; 2012) jako Alma Koch
- Dzika pustynia (Open Desert; 2013) jako Lucy
- Meet Me in Montenegro (2014) jako Frederike
- Drive Me Home (2018) jako Emily

### Produkcje telewizyjne

#### Filmy
- Berlin – Eine Stadt sucht den Mörder (2003) jako Mia
- Wycieczka klasowa (Klassenfahrt – Geknutscht wird immer; 2004) jako Mira
- Untreu (2004) jako Maria Belolavek
- Akcja: Krokodyl (Zwei zum Fressen gern; 2006) jako Sara
- Kot w butach (Der Gestiefelte Kater; 2009) jako Księżniczka Frieda
- Die Kinder von Blankenese (2010) jako Reuma Weizman
- Bicie serc (Herztöne; 2013) jako Lissie Lensen
- Toleranz (2014) jako Karoline Benzko
- Hangover in High Heels (2015) jako Amelie Klein
- Katie Fforde: Zurück ans Meer (2015) jako Claire Bishop
- Fanny und die geheimen Väter (2016) jako Rita Kopp
- Fanny und die gestohlene Frau (2016) jako Rita Kopp
- Leg dich nicht mit Klara an (2017) jako Klara Matussek
- Lato w Allgäu (Ein Sommer im Allgäu; 2017) jako Bärbel Leitner
- Extraklasse (2018) jako Rina
- I tak wszystko w rodzinie (Es bleibt in der Familie; 2019) jako Marie Freud
- Familie Wöhler auf Mallorca  (2019) jako Stefanie Wöhler

#### Seriale
- SK Kölsch (2003) jako Marina (w odcinku Pack die Badehose ein)
- Typisch Sophie (2004) jako Hellen (w odcinku Verhängnisvolle Lüge)
- Inga Lindström (2005) jako Maybritt Sandsten (w odcinku Entscheidung am Fluss)
- Wilde Engel (2005) jako Rica Mell (w odcinku Auf die Plätze, fertig... tot)
- Sprawa dla dwóch (Ein Fall für zwei; 2006) jako Sabine Münster (w odcinku Ewige Freundschaft)
- SOKO Wismar (2006) jako Wencke Roth (w odcinku Seitenwechsel)
- Abschnitt 40 (2006) jako Melissa Herford (w odcinku Vertrauensbruch)
- Kobra – oddział specjalny (Alarm für Cobra 11 – Die Autobahnpolizei; 2006-2014) jako Sekretarka/Lisa Lichtenberg/Nicole Fiedler (w odcinkach Im Angesicht des Todes, Operation: Gemini i Die Geisel)
- Jednostka specjalna (GSG 9 – Die Elite Einheit; 2007) jako Viola Bongarts (w odcinku Auge um Auge)
- Einsatz in Hamburg (2007) jako Anna May (w odcinku Mord nach Mitternacht)
- In aller Freundschaft (2007) jako Floriane Licht (w odcinku Kurzes Glück)
- SOKO Leipzig (2007-2010) jako Sophie Schaller/Lisa Bauer (w odcinkach Reinen Herzens i Das Geisterhaus)
- Telefon 110 (2007-2012) jako Heike Rahn/Steffi König (w odcinkach Verstoßen i Die Gurkenkönigin)
- ProSieben Funny Movie (2008) jako Janin (w odcinku H3: Halloween Horror Hostel)
- Die Gerichtsmedizinerin (2008) jako Britta Dorn/Katja Hagen (w odcinku Schlaf Kindlein, schlaf)
- Miejsce zbrodni (2009) jako Arzu Korkmaz (w odcinku Familienaufstellung)
- Stolberg (2009) jako Alissa Eberstein (w odcinku Die falsche Frau)
- SOKO Stuttgart (2013) jako Hanna Schütz (w odcinku Rache )
- Der Alte (2014) jako Stefanie Hähnel (w odcinku Spiel, Satz, Tod)
- Morden im Norden (2014-2019) jako Mia Bartels/Luna Stamm (w odcinkach Sprengstoff i Vollgas)
- Katie Fforde (2015) jako Claire Bishop (w odcinku Zurück ans Meer)
- Die Chefin (2016) jako Netty Dühr (w odcinku Ein ehrenwertes Haus)
- Kommissar Dupin (2017) jako Louann Kolenc (w odcinku Bretonischer Stolz)
- Schuld (2017) jako Tanja (w odcinku Familie)
- Godność (Dignity; 2019-2020) jako Anke Meier (w pierwszych ośmiu odcinkach pierwszego sezonu)

#### Miniseriale
- Böser Wolf (2016) jako Meike Herzmann (w odcinku pierwszym i drugim)